# The Art of Computer Programming
The Art of Computer Programming és una sèrie de llibres escrita per Donald Knuth que és referència bàsica en programació i tracta la construcció d'algorismes. Els primers tres volums dels set previstos es van publicar a 1968, 1969 i 1973. El quart volum compta amb quatre fascicles ja publicats.